# SS-GB
SS-GB es una miniserie británica emitida entre 19 de febrero y el 19 de marzo del 2017 en la cadena BBC One. La miniserie se basa en la novela homónima del escritor británico  Len Deighton, publicada en 1976.
La serie contó con la participación de los actores Nicholas Farrell, Jonathan Harden, Michael Baral, Daniel Donskoy, Luke Neal, Max Befort, Thomas Morris, Marion Bailey, Michael Shaeffer, Susannah Wise, entre otros.

## Historia
En este mundo alternativo, es noviembre de 1941, nueve meses después de una exitosa invasión alemana del Reino Unido. Winston Churchill ha sido ejecutado, y el Rey Jorge VI es un prisionero que no ha sido visto en público desde tiempo. Su esposa e hijas, Elizabeth y Margaret, escaparon. Existe un gobierno del Reino Unido en el exilio dirigido por el contraalmirante Conolly, pero Estados Unidos no lo reconoce. Alemania también ha mantenido relaciones amistosas con la Unión Soviética, y el ministro de Asuntos Exteriores soviético, Molotov, acaba de llegar para supervisar el traslado del cuerpo de Karl Marx a la Unión Soviética.
Douglas Archer, un detective de homicidios de Scotland Yard con una reputación estelar, trabaja bajo la supervisión de un superior alemán del Schutzstaffel (SS), la fuerza de seguridad del Partido Nazi. Aunque su esposa murió en un bombardeo alemán, Archer evita involucrarse en crímenes políticos y considera que la resistencia al Imperio Nazi es fútil. Una investigación rutinaria de asesinato se vuelve política cuando parece haber sido perpetrada por agentes del movimiento de Resistencia. Un agresivo oficial de las SS toma el control de la investigación, de interés para las SS porque la víctima pudo haber poseído datos del programa del ejército alemán para producir una bomba atómica. Archer también se entera de que su secretaria y amante, Sylvia Manning, es miembro de la Resistencia, y de mala gana se ve envuelto en una conspiración contra los alemanes.

## Personajes

### Personajes principales
| Actor           | Personaje           | Ocupación                                      | N.º de episodios | Duración |
| --------------- | ------------------- | ---------------------------------------------- | ---------------- | -------- |
| Sam Riley       | Det. Douglas Archer | Detective Superintendente de Scotland Yard     | 5                | 2017     |
| Aneurin Barnard | Jimmy Dunn          | Oficial de Policía                             | 5                | 2017     |
| Rainer Bock     | Fritz Kellermann    | General de las SS responsable de Scotland Yard | 5                | 2017     |
| James Cosmo     | Harry Woods         | Detective Sargento                             | 5                | 2017     |
| Maeve Dermody   | Sylvia Manning      | -                                              | 5                | 2017     |
| Lars Eidinger   | Dr. Oskar Huth      | Doctor                                         | 5                | 2017     |
| Jason Flemyng   | George Mayhew       | -                                              | 5                | 2017     |
| Kate Bosworth   | Barbara Barga       | -                                              | 5                | 2017     |
| James Northcote | Dr. John Spode      | Doctor                                         | 3                | 2017     |

### Personajes recurrentes
| Actor                  | Personaje       | Ocupación                                   | N.º de episodios | Duración |
| ---------------------- | --------------- | ------------------------------------------- | ---------------- | -------- |
| Jonathan Cass          | -               | Soldado Alemán                              | 5                | 2017     |
| George Wakely          | -               | Soldado Alemán                              | 5                | 2017     |
| Christina Cole         | Mrs. Sheenan    | -                                           | 4                | 2017     |
| Lucas Gregorowicz      | Hausser         | -                                           | 4                | 2017     |
| Louis Ashbourne Serkis | Douggie Archer  | -                                           | 4                | 2017     |
| Lee Asquith-Coe        | -               | Oficial de la Policía Metropolitana "S.161" | 4                | 2017     |
| Andrew Bicknell        | Springer        | Profesor                                    | 3                | 2017     |
| Kit Connor             | Bob Sheenan     | -                                           | 3                | 2017     |
| Michael Epp            | Glott           | -                                           | 3                | 2017     |
| James Northcote        | John Spode      | -                                           | 3                | 2017     |
| August Zirner          | Von Ruff        | General                                     | 3                | 2017     |
| Carsten Hayes          | -               | Capitán                                     | 3                | 2017     |
| Aneurin Barnard        | Jimmy Dunn      | Oficial de la Policía                       | 2                | 2017     |
| Frankie Fitzgerald     | Miles           | Oficial de la Policía                       | 2                | 2017     |
| Julian Rhind-Tutt      | Bernard Staines | -                                           | 2                | 2017     |
| Danny Webb             | Sydney Garin    | -                                           | 2                | 2017     |
| Trevor White           | Daniel Hapkiss  | -                                           | 2                | 2017     |
| William Meredith       | C.K. Wolpert    | -                                           | 2                | 2017     |
| Ronald Zehrfeld        | Hans Hesse      | -                                           | 2                | 2017     |
| Oliver Gomm            | -               | Doctor                                      | 2                | 2017     |

## Episodios
La miniserie constó de 5 episodios.

## Producción
En noviembre del 2014 la BBC anunció que había encargado  la adaptación de la novela de Len Deighton SS-GB a los escritores Neal Purvis y Robert Wade.
En agosto se anunció que la miniserie sería dirigida por Philipp Kadelbach, en la producción contó con la participación de Patrick Schweitzer y Sally Woodward Gentle y con los productores ejecutivos Neal Purvis, Robert Wade, Lee Morris, Lucy Richer y Gentle.
Contó con el apoyo de las compañías productoras BBC Films y Sid Gentle Films.
La producción comenzó en octubre del 2015. Algunas localizaciones utilizadas fueron el Cementerio de Highgate y la Blythe House, como localización para Scotland Yard.